# Канапин, Амир Канапинович
Ами́р Кана́пинович Кана́пин (каз. Әмір Қанапияұлы Қанапин; 31 декабря 1913, а. Алпыс уй Куттук, Кустанайский уезд, Тургайская область, Российская империя — 21 января 1988, Алма-Ата, Казахская ССР, СССР) — советский казахский партийный и государственный деятель.

## Биография
Родился 31 декабря 1913 года в ауле Алпыс уй Куттук Кустанайской области (ныне — Алтынсаринский район Костанайской области Казахстана). Он рано потерял отца и с 8 лет воспитывался в Кустанайской детской коммуне. В 1930 году поступил в Кустанайский институт просвещения, который закончил в 1932 году. Происходил из рода Кыпшак Среднего жуза.
С 1932 по 1935 год работал преподавателем общественных дисциплин в Ойротском колхозном институте в Мичуринске Ойротской (Горно-Алтайской) автономной области.
В 1935 году поступил, а в 1938 году закончил механико-математический факультет МГУ имени М. В. Ломоносова. В университете познакомился со своей будущей женой, которая училась на биологическом факультете.
В ноябре 1938 года был назначен начальником управления средних школ Наркомата просвещения Казахской ССР, с августа 1940 года — заместитель наркома просвещения Казахской ССР.
С января 1942 года работал ответственным редактором республиканской газеты «Социалистік Қазақстан», а в ноябре этого года назначен секретарем по пропаганде Карагандинского обкома КП Казахстана, где работал до 1945 года.
В июле 1945 года А. К. Канапин был избран первым секретарём ЦК ЛКСМ Казахстана, он также являлся членом ЦК ВЛКСМ. На этом посту он находился шесть лет, после чего был избран первым секретарём Алма-Атинского обкома КП Казахстана
С февраля 1954 года А. К. Канапин — заместитель директора Казахского государственного женского педагогического института. В 1953 году ему была присуждена учёная степень кандидата исторических наук. В декабре 1955 года он возглавил Министерство культуры Казахской ССР. В составе советской делегации принимал участие во всемирной выставке в Брюсселе в 1958 году.
С 1962 года и до конца жизни А. К. Канапин возглавлял кафедру истории КПСС Алма-Атинского педагогического института иностранных языков. В 1965 году после успешной защиты диссертации на тему: «Развитие культуры в Казахстане на современном этапе» ему присуждена степень доктора исторических наук и звание профессора. Им опубликовано свыше 200 научных работ и статей, в том числе шесть монографий.

## Награды
А. К. Канапин награждён орденами (в том числе орденом Ленина (28.10.1948)) и медалями СССР, грамотами Верховного Совета Казахской ССР.

## Участие в выборных органах государственной власти
- 1946—1951: член ЦК КП Казахстана
- 1946—1948: кандидат в члены бюро ЦК КП Казахстана
- 1949—1951: член бюро ЦК КП Казахстана
- 1956—1963: член ЦК КП Казахстана
- 1947—1963: депутат Верховного Совета Казахской ССР (2, 3, 4, 5 созывы)
- 1946—1954: депутат Верховного Совета СССР (2 и 3 созывы)